# 法如
法如（ほうにょ）は、江戸時代中期の浄土真宗の僧。浄土真宗本願寺派第17世宗主。西本願寺住職。諱は光闡。院号は信慧院。法印大僧正。父は第13世良如の10男寂円。九条稙基の猶子。母は円成院（法寿）。妻は如教（誠心院）。第18世文如は長男。子は顕証寺住職闡教、法依。

## 生涯
播磨国亀山（現・兵庫県姫路市）の本徳寺第8代住職寂円（大谷昭尊）の次男として生まれる。得度の後、河内国顕証寺に入り寂峰として顕証寺第11代を継職するが、その直後に本願寺16世湛如が急逝する。跡を継いだ弟の静如は問題が多く間もなくして引退した。そのために本願寺の歴代には含まれていない。そこで寛保3年（1743年）、37歳の時に顕証寺住職を辞して法如として第17世宗主を継いだ。この際、慣例により内大臣九条稙基の猶子となる。
83歳で命終するまで、47年の長期にわたり宗主の任にあたった。この間、明和の法論をはじめ、数多くの安心問題に対処し辣腕を振るったが、その背景にある宗門内の派閥争いを解消することは出来なかった。大きな業績としては、阿弥陀堂の再建や『真宗法要』などの書物開版などがある。男女30人の子をもうけて、有力寺院や貴族との姻戚関係を結ぶことに努めた。
寛政元年（1789年）10月24日に示寂した。文如が第18世となる。
なお、子の法依は本徳寺第13代住職に就いている。

## 阿弥陀堂再建
宗祖親鸞の五百回忌を前に、元和4年（1618年）に建てられた阿弥陀堂の再建を企図。継職後直ちに幕府に再建を働きかけ、およそ10年にわたる再建工事がすすめられた。旧阿弥陀堂は解体され、西山別院に移設（現存）。それまで、寛永10年（1633年）に建立された御影堂（現存）と比べて余りに小さかった阿弥陀堂は、再建時に堂宇が拡張され、東西42m、南北45m、高さ25mとなった。

### 年表
- 寛延元年（1748年） - 阿弥陀堂再建の口上書を幕府に提出、阿弥陀堂再建の承認を得る。
- 宝暦元年（1751年） - 集会所に阿弥陀堂の諸尊像を移設。旧堂宇を西山別院に移建する願を幕府に提出。
- 宝暦4年（1754年） - 阿弥陀堂再建の地盤固めのため、妙法院大仏領境内地の砂利を使う。
- 宝暦5年（1755年） - 基礎の石築開始。
- 宝暦6年（1756年） - 石築完成。
- 宝暦8年（1758年） - 再建の手法に紀伊大工の「鏡架構架法」を採用、立柱が建つ。
- 宝暦9年（1759年） - 阿弥陀堂上棟式、屋根の瓦葺開始。対面所を修理、経蔵を移転。
- 宝暦10年（1760年） - 阿弥陀堂落慶、宗祖影像を阿弥陀堂に遷し、御影堂の修復に着手。
- 明和元年（1764年） - 本尊「阿弥陀如来立像」を御影堂に遷し、堂内の塗箔工事等に着手。
- 明和3年（1766年） - 阿弥陀堂の塗箔工事など完了。本尊還座を終える。